# McLaren Sabre
McLaren Sabre – supersamochód klasy wyższej produkowany pod brytyjską marką McLaren w latach 2020–2021.

## Historia i opis modelu

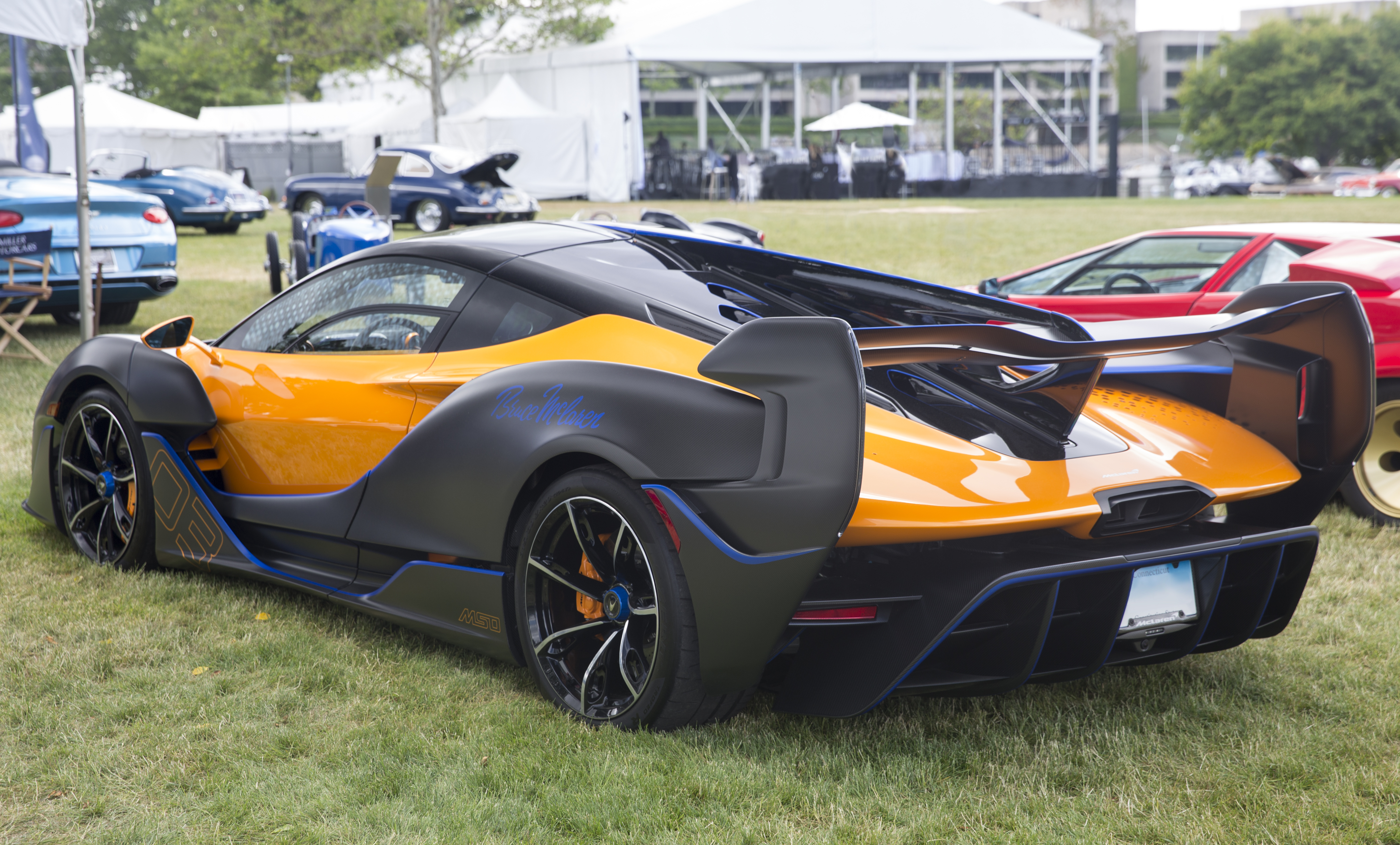
McLaren Sabre no. 03 – tył

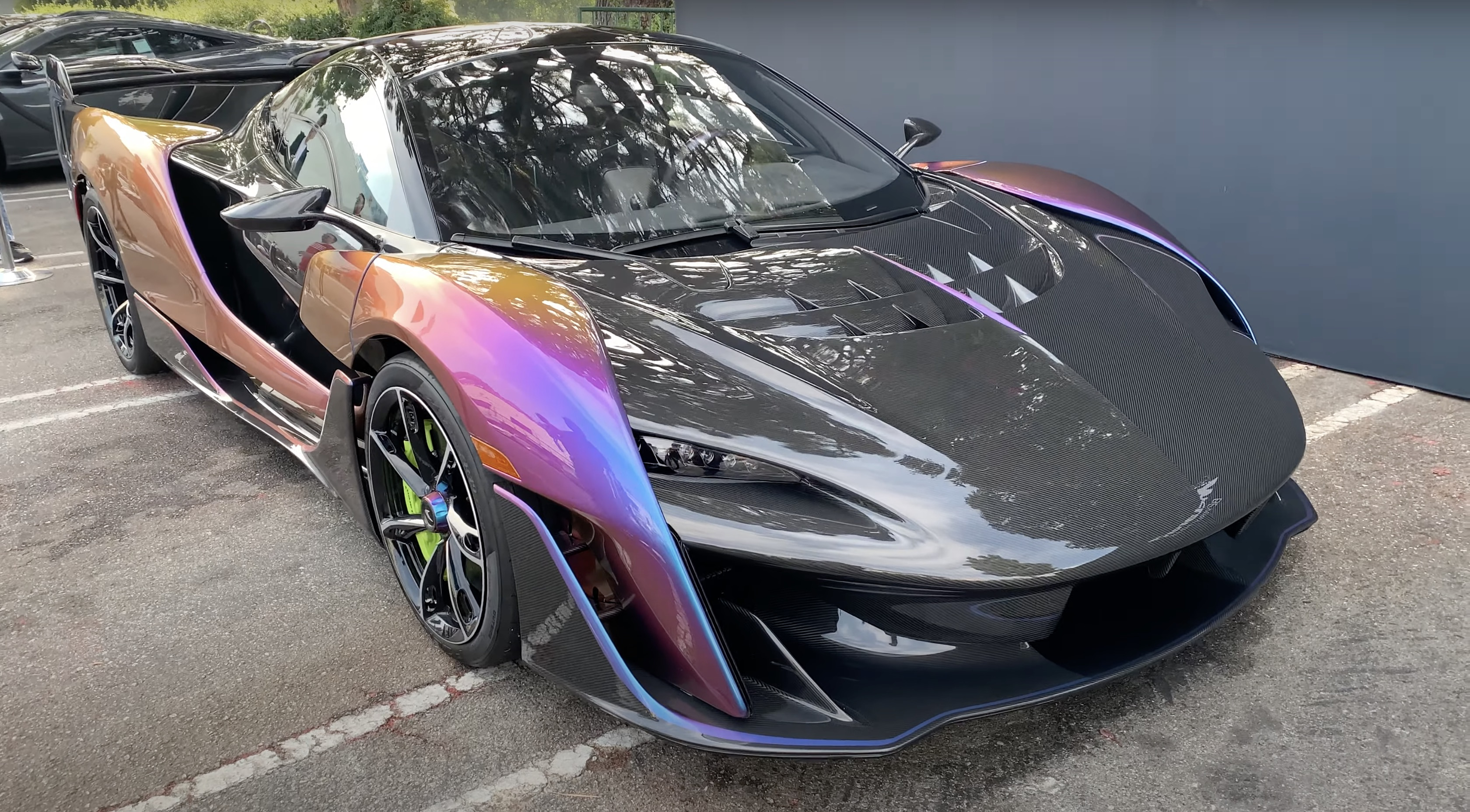
McLaren Sabre

Z końcem grudnia 2020 roku McLaren przedstawił nowy model specjalny w postaci supersamochodu Sabre, który powstał z inspiracji sugestią klientów i entuzjastów brytyjskiej firmy w Stanach Zjednoczonych. Zbudowany przez oddział oddelegowany do budowy specjalnych konstrukcji McLaren Special Operations, model Sabre powstał w oparciu o topowy supersamochód Senna, dzieląc z nim podzespoły techniczne, a także układ napędowy i jednostkę napędową.
McLaren Sabre uzyskał projekt stylistyczny spójny z regularnymi konstrukcjami w ówczesnej ofercie brytyjskiej firmy, wyróżniając się dwubarwnym malowaniem nadwozia bogatym w przetłoczenia i obszerne wloty powietrza. Kompozytowe nadwozie wzbogacił duży tylny spojler, które razem zapewnić miały optymalną wagę i osiągi.
Brytyjska firma określiła Sabre'a najmocniejszym samochodem w historii firmy, którego nie wyposażono w hybrydowy napęd. Do zasilania limitowanego supersamochodu wykorzystany został pochodzący z modelu Senna 4-litrowy, podwójnie turbodoładowany silnik V8, który przeszedł modyfikacje mające na celu osiągnięcie większej mocy – wyniosła ona 834 KM, pozwalając na rozpędzenie się do 340 km/h.

### Sprzedaż
McLaren Sabre został stworzony wyłącznie z myślą o klientach w Stanach Zjednoczonych, dla których zbudowana została ściśle limitowana seria 15 egzemplarzy. Pierwszy z nich dostarczony został do nabywcy w Beverly Hills tuż po premierze w grudniu 2020 roku, a firma nie wskazała szczegółów transakcji takich jak cena czy tożsamość nabywcy. Każdy z klientów aktywnie uczestniczył w procesie produkcji Sabre'a w celu spersonalizowania go pod indywidualne oczekiwania, na czele z malowaniem nadwozia.

### Silnik
- V8 4.0l Twin-turbo 824 KM